# I'm Twenty Something
Pour plus de détails, voir Fiche technique et Distribution.
 I'm Twenty Something est un court métrage lituanien écrit et réalisé par Marija Kavtaradze et sorti en 2014.

## Synopsis
Trois amis dans la vingtaine tentent de réaliser l'impossible : s'amuser lors d'un vendredi soir. Il y a tellement de choix qu'ils n'arrivent pas à choisir où rester, "et si ailleurs c'était mieux ?".

## Fiche technique
- Titre international : I'm Twenty Something
- Titre original : Man Dvim Keli
- Réalisation : Marija Kavtaradze
- Scénario : Marija Kavtaradze
- Photographie : Laurynas Bareisa
- Casting : Marija Kavtaradze
- Montage : Marija Kavtaradze, Laurynas Bareisa
- Décors : Sigita Simkunaite
- Production : Klementina Remeikaite
- Sociétés de production : Académie de musique et de théâtre de Lituanie (LT), Afterschool (LT)
- Pays de production : Lituanie
- Langue originale : lituanien
- Format : couleur
- Genre : drame
- Durée : 20 minutes
- Dates de sortie Lituanie : novembre 2014

## Distribution
- Laurynas Jurgelis
- Paulius Markevicius
- Julija Steponaityte

## Production
I'm Twenty Something est le cinquième court métrage de Marija Kavtaradze et est son film de fin d'étude.
Le film est tourné dans la ville de Vilnius en 2014. En 2020, l'agence lituanienne du court-métrage lituanien Shorts place I'm Twenty Something  parmi les huit meilleurs courts métrages lituaniens réalisés entre 2012 et 2020 et le projette dans ses locaux avec sept autres courts métrages lituaniens.
Le film est financé via la plateforme de financement participatif Kickstarter.

## Nominations et distinctions
- Festival du Film de Poitiers 2015 : Nomination au Prix du Jury
- Prix de l'Académie du Cinéma Lituanien "Silver Crane" 2015 : Prix de la meilleure actrice pour Geriausia aktore
- Prix de l'Académie du Cinéma Lituanien "Silver Crane" 2015 : Prix du meilleur film étudiant